# Dactylopisthes mirabilis
Espèce
Synonymes
- Scytiella mirabilis Tanasevitch, 1985

Dactylopisthes mirabilis est une espèce d'araignées aranéomorphes de la famille des Linyphiidae.

## Distribution
Cette espèce est endémique du Kirghizistan.

## Description
Le mâle holotype mesure 1,58 mm et la femelle décrite par Tanasevitch en 1989 mesure 1,63 mm.

## Publication originale
- Tanasevitch, 1985 : New species of spiders of the family Linyphiidae (Aranei) from Kirghizia. Entomologicheskoe Obozrenie, vol. 64, p. 845-854.